# 파그네르
파그네르 콘세르바 레무스(Fagner Conserva Lemos, 1989년 6월 11일 ~ )는 흔히 파그네르(Fagner)로 불리는 브라질의 축구 선수이다. 현재 소속 팀은 브라질레이루에 소속되어 있는 SC 코린치앙스 파울리스타이며, 주로 라이트백으로 뛴다.
코린치앙스의 유스 출신으로, 코린치앙스에서 데뷔하여 2007년에 PSV 에인트호번으로 이적하여 유럽 무대에 진출하였다. 이후 2009년에 바스쿠 다 가마로 이적하여 브라질으로 복귀하였다. 2012년 7월 24일, VfL 볼프스부르크와 4년 계약을 맺었지만 1년 뒤에 바스쿠 다 가마로 복귀하였다. 2014년에 데뷔했던 팀인 코린치앙스로 복귀하여 현재까지 뛰고 있다.
2016년 8월 22일에 브라질 감독에 새로 부임한 치치가 에콰도르와 콜롬비아를 상대로 하는 2018년 월드컵 예선 경기에 파그네르를 선발하였다. 파그네르에 따르면 그의 커리어에서 "특별한 순간"이었다고 한다. 이후 2018년 FIFA 월드컵에서 국제 대회에 처음으로 선발되었고, 6월 22일 코스타리카의 경기에서 월드컵 데뷔전을 치렀다.